# مسجل الحلقة القابلة للزرع
مسجل الحلقة القابلة للزرع، والمعروف أيضًا باسم جهاز مراقبة القلب القابل للإدخال، هو جهاز صغير بحجم علبة العلكة أو عصا ذاكرة يو إس بي يتم زراعتها تحت جلد الصدر مباشرةً لمراقبة القلب وتسجيل نشاطه الكهربائي.

## عملية
يراقب مسجل الحلقة القابلة للزرع النشاط الكهربائي للقلب، ويخزن المعلومات باستمرار في ذاكرته الدائرية على شكل مخطط كهربية القلب. يتم تسجيل نشاط غير طبيعي مثل عدم انتظام ضربات القلبعن طريق «تجميد» جزء من الذاكرة لمراجعته لاحقًا. عادة، يمكن تخزين ما يصل إلى ثلاث حلقات من النشاط غير الطبيعي، مع أحدث حلقة تحل محل الأقدم.
يمكن تنشيط التسجيل بطريقتين. أولاً، قد يتم تنشيط التسجيل تلقائيًا وفقًا لنطاقات معدل ضربات القلب المحددة مسبقًا والمحددة في مسجل الحلقة القابلة للزرع من قبل الطبيب. إذا انخفض معدل ضربات القلب أدناه، أو ارتفع أعلاه، المعدلات المحددة، فسوف يسجل مسجل الحلقة القابلة للزرع دون علم المريض. الطريقة الثانية التي تسجل بها مسجل الحلقة القابلة للزرع هي من خلال «منشط المريض» المحمول باليد حيث يقوم المريض بتشغيل التسجيل بالضغط على زر عندما يلاحظ أعراضًا مثل الضربات المتخطاة أو الدوار أو الدوخة. يسجل مسجل الحلقة القابلة للزرع عن طريق «تجميد» المعلومات الكهربائية قبل وأثناء وبعد الأعراض في شكل مخطط كهربائي للقلب. يمكن للطبيب تنزيل ومراجعة الأحداث المسجلة خلال زيارة مكتبية باستخدام مبرمج خاص، يشبه جهاز الحاسوب المحمول.

## استخدامات
يعد مسجل الحلقة القابلة للزرع أداة تشخيصية مفيدة عندما يعاني المرضى من أعراض مثل الإغماء أو النوبات أو الخفقان المتكررة أو الدوار أو الدوخة بانتظام ولكن ليس في كثير من الأحيان بما يكفي ليتم التقاطه بواسطة شاشة خارجية لمدة 24 ساعة أو 30 يومًا. بسبب عمر بطارية مسجل الحلقة القابلة للزرع الطويل حتى 3 سنوات، يمكن مراقبة القلب لفترة طويلة.
الأجهزة الجديدة قادرة على تخزين ما مجموعه 60 دقيقة من التسجيلات على ذاكرتها. يتم حجز ثلاثين دقيقة للتخزين التلقائي لاضطراب نظم القلب وفقًا لمعايير مبرمجة مسبقًا. يمكن تقسيم الدقائق الثلاثين المتبقية إلى عدد قابل للاختيار من الفتحات لتخزين التسجيلات التراجعية التي يتم تشغيلها يدويًا كإجابة للأعراض الإغماء، والخفقان، وما إلى ذلك التي قد تحدث بسبب عدم انتظام ضربات القلب.

## إدراج
يتم زرع مسجل الحلقة القابلة للزرع بواسطة أخصائي فيزيولوجيا كهربائية تحت التخدير الموضعي. يتم عمل شق صغير حوالي 3-4 سم أو 1.5 بوصة بشكل جانبي إلى القص أسفل خط الحلمة، وعادة على الجانب الأيسر للمريض. يتم إنشاء جيب تحت الجلد، ويتم وضع مسجل الحلقة القابلة للزرع في الجيب. يمكن للمرضى العودة إلى المنزل في يوم الإجراء مع بعض القيود على الأنشطة. قد تستمر الكدمات وعدم الراحة في منطقة الزرع لعدة أسابيع.
يتم توجيه المرضى لاستخدام المنشط، وينصحون بتحديد موعد مع طبيبهم بعد استخدامه بحيث يمكن استرجاع المعلومات المخزنة في مسجل الحلقة القابلة للزرع للتشخيص.

## روابط خارجية
- Should you remove an implantable loop recorder after the diagnosis is made?, National Institutes of Health
- Contemporary Reviews in Cardiovascular Medicine: Ambulatory Arrhythmia Monitoring, Circulation